# یورووتسه (استان پودکارپاتسکیه)
یورووتسه (به لهستانی:  Jurowce) یک روستا در لهستان است که در گمینا سانوک واقع شده‌است. یورووتسه ۴۲۰ نفر جمعیت دارد.